# Nyranerpeton
Nyranerpeton is een geslacht van uitgestorven temnospondyle Batrachomorpha ( basale 'amfibieën'), behorend tot de dissorofoïden. Het leefde in het Laat-Carboon (ongeveer 310 - 307 miljoen jaar geleden) en zijn fossiele overblijfselen zijn gevonden in Europa.

## Beschrijving
Dit dier moet op een salamander hebben geleken en is bekend van enkele kleine skeletten van vermoedelijk larvale exemplaren, slechts enkele centimeters lang. Nyranerpeton leek erg op andere bekende temnospondylen, zoals Branchiosaurus en Micromelerpeton, maar bezat enkele unieke kenmerken: het onderste ploegschaarbeen had een getande dwarskam zonder gepaarde hoektanden, en de voorhoofdsbeenderen waren erg kort (korter dan de wandbeenderen en zo lang als de neusbeenderen); hun voorrand bereikte de oogkas niet, zoals ook in de larvale vormen van Limnogyrinus en Tungussogyrinus.

## Classificatie
Nyranerpeton werd voor het eerst beschreven door Ralf Werneburg op basis van fossiele resten gevonden in het Nýřany-veld in Tsjechië in 2012. Het holotype is NHMW-1898/X/21, een gedeeltelijk skelet. Deze kleine amfibie werd onmiddellijk toegeschreven aan de dissorofoïden, een zeer diverse groep paleozoïsche amfibieën waaronder de voorouders moeten worden gezocht van Anura en Urodeles, maar de toekenning ervan aan het familieniveau was onzeker vanwege enkele ongebruikelijke kenmerken (Werneburg, 2012). Daaropvolgende analyses toonden aan dat Nyranerpeton verwant was aan sommige Europese dissorofoïden, zoals Micromelerpeton en Limnogyrinus en daarom moest worden geclassificeerd in de familie Micromelerpetidae (Schoch en Milner, 2014). Verdere analyse wees uit dat Nyranerpeton een afgeleide positie binnen de familie innam en dat het het zustertaxon van Branchierpeton was. Limnogyrinus, Micromelerpeton en Eimerisaurus lijken daarentegen meer basale geslachten te zijn (Schoch en Witzmann, 2018).